# Kuwana-juku

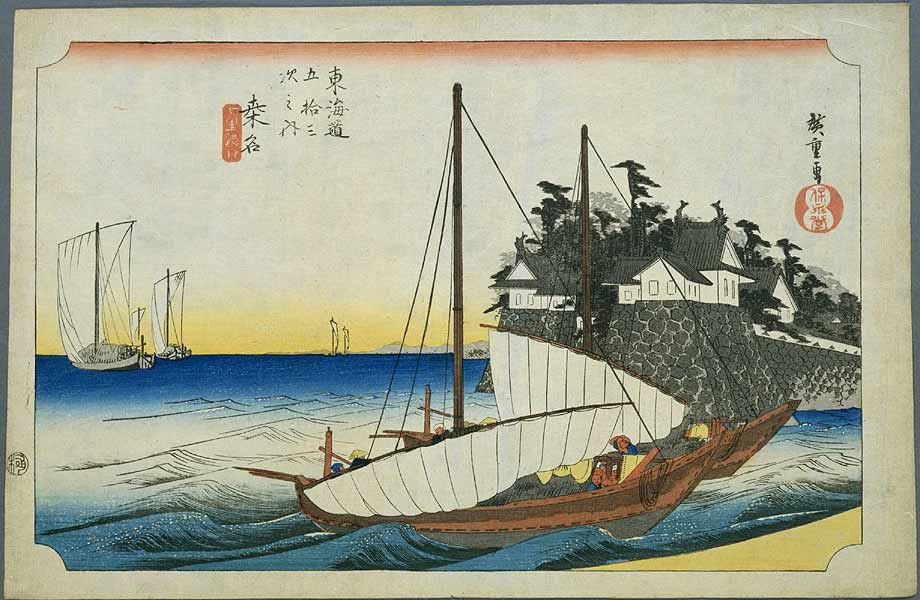
Kuwana-juku dans les années 1830, estampe de Hiroshige de la série Les Cinquante-trois Stations du Tōkaidō.

Kuwana-juku (桑名宿, Kuwana-juku) était la quarante-deuxième des cinquante-trois stations du Tōkaidō. Elle est située dans la ville de Kuwana de la préfecture de Mie au Japon. Elle se trouvait sur la rive ouest de la rivière Ibi et considérée comme le point le plus à l'est du (dialecte) kansai-ben. Elle est éloignée de 28 km de Miya-juku, la précédente station (shukuba).

## Histoire
Cette étape se trouvait dans la jōkamachi (ville-château) du domaine de Kuwana, près du château de Kuwana. Elle est reliée à Miya-juku par le col long de 28 km (七里の渡し, Shichiri no watashi) et servait d'entrée pour ceux qui se rendaient au sanctuaire Ise-jingū. Quelques voyageurs empruntaient les bateaux pour traverser la baie d'Ise de Miya-juku (à présent dans Nagoya, près du sanctuaire Atsuta-jingū) à Kuwana, ce qui avait la réputation de rendre le voyage plus agréable.
Durant l'époque d'Edo, Kuwana était située directement sur les berges de la rivière mais après que le Kansai Railroad a construit la gare de Kuwana, le centre-ville s'est déplacé plus à l'ouest.

## Stations voisines
Tōkaidō
Miya-juku – Kuwana-juku – Yokkaichi-juku
Saya Kaidō
Saya-juku – Kuwana-juku (point d'arrivée)